# Blafe jezik
Blafe jezik (indorodoro, tonda; ISO 639-3: bfh), jedan od 22 južnih centralnih papuanskih jezika kojim govori 670 ljudi (2003 SIL) u provinciji Western, Papua Nova Gvineja.
Prema starijoj klasifikaciji pripadao je transnovogvinejskoj porodici, u koju su bili uključeni i jezici tonda, podskupini kojoj pripada uz još drugih devet jezika. Ima dva dijalekta, mblafe i ránmo. Središte je Indorodoro.

## Vanjske poveznice
- Ethnologue (14th)
- Ethnologue (15th)